# Тютчева, Дарья Фёдоровна
Да́рья Фёдоровна Тю́тчева (1834—1903) — вторая дочь поэта Ф. И. Тютчева от первого брака с Элеонорой Ботмер.

## Биография
Родилась 12 (24) апреля 1834 года. Детство провела в Мюнхене. В 1845—1851 годах воспитывалась в Смольном институте, затем жила в семье отца. 5 сентября 1858 года Дарья Тютчева стала фрейлиной императрицы Марии Александровны. Известно, что лечилась в клинике для душевнобольных от нервного потрясения, вызванного безответной страстью к императору Александру II. Ее сестра Анна Федоровна упоминает в своем дневнике за 1858 год о болезненных припадках сестры, вызванных сплетнями о ней и императоре.
После женитьбы Александра II на княжне Долгоруковой, Дарья Фёдоровна демонстративно оставила двор и переселилась к сестрам в Москву. Перед этим она написала весьма дерзкое письмо к императору, в котором благодарила его за оказанную ей милость и сохранение всех материальных привилегией, но просила его обещать ей, что в новых условиях она не будет поставлена в положение, оскорбляющее её чувства к памяти обожаемой покойной Государыне. Это письмо, по словам А. Толстой, закрыло перед нею двери дворца:

«Мнения на её счет разделились. Одни считали Тютчеву героиней, в своем роде Жанной д`Арк, другие — просто дурно воспитанной».
При Александре III Дарья Фёдоровна вернулась ко двору. 15 мая 1883 года была пожалована в кавалерственные дамы ордена Святой Екатерины. С 1891 года исполняла обязанности камер-фрейлины. Оставалась при дворе до самой своей смерти .
Граф Сергей Шереметев писал о ней: «Была характера самостоятельного и жила особняком, умная, живая, наблюдательная и пылкая, она неизмеримо выше старшей сестры, но она не имела значения Екатерины Федоровны Тютчевой». Умерла в 1903 году, замужем никогда не была. 
Вела большую переписку со своими родными. Сохранилось 51 письмо Тютчева к дочери в период 1857—1873 годов. Отец посвятил дочери три стихотворения: «De ces frimas, de ces déserts…», «Не все душе болезненное снится…», «Когда на то нет Божьего согласья…» Так, о Дарье в конце своей жизни поэт писал:

«Тебе, столь любящей и столь одинокой, тебе, кому я, быть может, передал по наследству это ужасное свойство, не имеющее названия, нарушающее всякое равновесие в жизни, эту жажду любви, которая у тебя, мое бедное дитя, осталась неутоленной».